# Get Lucky
Get Lucky – szósty solowy album studyjny Marka Knopflera wydany 14 września 2009.
Tytuł po raz pierwszy pojawił się na kilku serwisach internetowych, zanim został podany oficjalnie na stronie artysty.
Pierwszym amerykańskim singlem był "Border Reiver".
Album w Polsce uzyskał status złotej płyty.

## Muzycy
- Mark Knopfler – wokal, gitara, mandolina[7]
- Richard Bennett – gitara
- John McCusker – skrzypce, cytra
- Matt Rollings – pianino, organy
- Guy Fletcher – keyboard
- Glenn Worf – gitara basowa
- Danny Cummings – bębny, perkusja

Muzycy występujący gościnnie
- Phil Cunningham – akordeon
- Michael McGoldrick – flet
- Rupert Gregson-Williams

## Lista utworów[8]
1. Border Reiver
2. Hard Shoulder
3. You Can’t Beat The House
4. Before Gas & TV
5. Monteleone
6. Cleaning My Gun
7. The Car Was The One
8. Remembrance Day
9. Get Lucky
10. So Far From The Clyde
11. Piper To The End